# V408 Возничего
V408 Возничего (лат. V408 Aurigae), HD 31220 — двойная звезда в созвездии Возничего на расстоянии приблизительно 2403 световых лет (около 737 парсеков) от Солнца. Видимая звёздная величина звезды — от +7,47m до +7,36m.

## Характеристики
Первый компонент — красный сверхгигант, пульсирующая медленная неправильная переменная звезда (LC) спектрального класса M0Ib, или M1, или M2Ib, или M4, или Ma. Масса — около 1,431 солнечной, радиус — около 86,58 солнечных, светимость — около 1031,519 солнечных. Эффективная температура — около 3516 K.
Второй компонент — коричневый карлик. Масса — около 22,1 юпитерианских. Удалён на 1,685 а.е..